# Pieve dei Santi Ippolito e Cassiano (Lastra a Signa)
La pieve dei Santi Ippolito e Cassiano si trova nel comune di Lastra a Signa.
La sua posizione sulle rive del fiume Pesa e su un importante nodo viario decretò in passato l'importanza della pieve.

## Storia
Le prime notizie risalgono ad un documento datato 9 aprile 1005 in cui si citano alcune terre poste nel suo piviere che vennero donate dal conte Cadolo alla Badia a Settimo. Dopo la battaglia di Montaperti il suo territorio venne devastato dai ghibellini, ma anche grazie alle sue 21 chiese suffraganee poteva contare su un buon reddito, confermato dalle decime pagate tra il 1276 e il 1303 sempre con cifre superiori alle 30 lire.
Alla metà del XV secolo venne arricchita da un ciborio in marmo realizzato da Mino da Fiesole, ma questo unitamente ad alcuni lavori nel transetto furono gli unici interventi che la chiesa ricevette, tanto che nel 1590 in occasione della visita pastorale fatta dall'arcivescovo di Firenze Alessandro de' Medici, la chiesa presentava ancora l'antico altare romanico e una croce dipinta.
Passarono alcuni anni e finalmente venne profondamente ristrutturata e adeguata al nuovo corso controriformista dal pievano Lorenzo Galeazzo, tali interventi vennero fati prima del 1608 anno della morte del pievano.
Il 21 aprile 1789 il titolo plebano venne trasferito nella più comoda chiesa di San Giovanni evangelista a Montelupo Fiorentino. Restaurata nel 1967 la chiesa è in stato di semiabbandono ad eccezione del complesso canonicale, oggi sede di un albergo.

## Descrizione
La pieve presenta una pianta a croce commissa (croce a T) composta da un'unica navata coperta a tetto, con un transetto voltato a botte e conclusa con un'abside semicircolare. La facciata è a capanna e sulla sinistra è stata unita a quella dell'oratorio; vi è un portale architravato con arco a tutto sesto e le tracce di una bifora (archivolti bicromi in marmo e serpentino sul modello pistoiese) sostituita nel XVII secolo dal finestrone oggi visibile.
La fiancata nord non è visibile in quanto coperta dal volume dell'oratorio barocco mentre la fiancata sud è interamente visibile e in questa parte si aprono tre monofore a doppio strombo, un portale laterale identico a quello in facciata ma tamponato e una monofora in laterizio anch'essa tamponata. Sulla fiancata meridionale in corrispondenza del transetto si eleva la torre campanaria mentre dietro la tribuna inizia il complesso canonicale nel quale è compreso un chiostro con un palazzotto del XIII secolo.
L'interno presenta una copertura a capriate lignee e le pareti sono completamente stonacate. Nell'abside si apre una monofora a doppio strombo ed è ornata da un elegante ciborio marmoreo attribuito a Mino da Fiesole. In epoca rinascimentale furono svolti dei restauri che comportarono la chiusura del transetto destro nel quale venne ricavata la sagrestia, venne inoltre rialzato il pavimento.

## Piviere di Sant'Ippolito e Cassiano
- San Michele a Bracciatica

È ricordata per la prima volta nel 1260 ed è stata soppressa nel 1746.
- San Martino a Carcheri
- Sant'Andrea a Castratole

È ricordata per la prima volta nel 1260 e nel 1449 fu unita a Santa Maria a Marliano.
- San Donato a Misciano

È ricordata per la prima volta nel 1260 e nel 1449 fu unita a Santa Maria a Marliano.
- Santa Maria a Marliano

Esistente già nel 1260. La chiesa ad unica navata, è stato ampliata nel 1835 e tra il 1929 e il 1932 fu trasformata in stile romanico.
- Santa Maria a Sanminiatello
- Santa Maria in Castello di Montelupo. Era situata all'interno del castello di Montelupo. Risaliva al 1224, data che corrisponde anche alle ultime notizie su di essa. Fu inglobata nella Pieve di San Giovanni Evangelista
- San Giovanni a Montelupo
- San Gaudenzio alla Pesa

Ricordata dal XIII secolo, nel 1655 risulta già distrutta.
- Santa Maria a Pulica

Ad una navata è stata ricostruita nel XVIII secolo. Soppressa nel 1986 è stata annessa alla chiesa di San Donato a Livizzano.
- Santo Stefano a Specchiello

Scomparsa, le ultime notizie risalgono al 1289.